# Weisendorf
Weisendorf é um município da Alemanha, no distrito de Erlangen-Höchstadt, na região administrativa da Média Francónia, estado de Baviera.